# بریجیت اسلیکینگ
بریجیت اسلیکینگ (هلندی: Brigitte Sleeking؛ زادهٔ ۱۹ مارس ۱۹۹۸) بازیکن زن واترپلو اهل هلند است.